# Ľudmila Chmelíková
Ľudmila Chmelíková (nacida el 30 de enero de 1955 en Banská Bystrica) es una exjugadora de baloncesto checoslovaca. Consiguió 4 medallas en competiciones oficiales con Checoslovaquia.